# Renzo Olivo
Renzo Olivo, né le 15 mars 1992 à Rosario, est un joueur de tennis professionnel argentin.

## Carrière
Il a été formé à l'Académie de Tennis Mouratoglou et apparaît à l'âge de 13 ans dans le téléfilm Jeu décisif, documentaire sur ce centre d'entraînement diffusé en 2008.
Il remporte son premier tournoi professionnel en 2010 en Bolivie. Il évolue sur le circuit Challenger depuis 2012 et atteint sa première finale à Salinas en mars 2013 contre Alejandro González puis une seconde à São Paulo en avril contre Paul Capdeville.
En 2014, il se qualifie pour son premier tournoi ATP à Båstad. Il profite de l'abandon de Paul-Henri Mathieu puis élimine Tommy Robredo (7-66, 6-3), 18e mondial, avant de céder face à Pablo Cuevas en quarts (6-2, 6-4). Début 2015, il élimine Evgeny Donskoy à Quito puis participe à sa troisième finale à Saint-Domingue où il abandonne contre Damir Džumhur.
Il se révèle en 2016 en éliminant Jiří Veselý au premier tour de l'Open d'Australie (7-68, 2-6, 1-6, 6-4, 6-4) et passe tout près d'un nouvel exploit contre son compatriote Federico Delbonis au second tour mais il finit par s'incliner en cinq sets (7-65, 3-6, 6-73, 7-5, 6-2). Lors du tournoi de Quito, il se qualifie pour les quarts de finale en battant Fernando Verdasco (7-65, 3-6, 6-3). Grâce à ces belles performances, Daniel Orsanic le sélectionne pour le premier tour de la Coupe Davis 2016 contre la Pologne mais il perd le double accompagné de Carlos Berlocq. En juillet, il atteint pour la première fois les demi-finales d'un tournoi ATP à Hambourg en battant successivement Mikhail Youzhny (alors 63e mondial), Máximo González (62e) et Philipp Kohlschreiber (22e et tête de série no 1).
En 2017 aux Internationaux de France, il crée la sensation en éliminant Jo-Wilfried Tsonga (tête de série no 12) au premier tour, en quatre manches (7-5, 6-4, 6-7, 6-4), avant de tomber au tour suivant face au Britannique Kyle Edmund (7-5, 6-3, 6-1).

## Palmarès

### Titre en simple
Aucun

### Finale en simple
Aucune

## Parcours dans les tournois duGrand Chelem

### En simple
| Année | Open d'Australie | Open d'Australie | Internationaux de France | Internationaux de France | Wimbledon       | Wimbledon     | US Open | US Open |
| ----- | ---------------- | ---------------- | ------------------------ | ------------------------ | --------------- | ------------- | ------- | ------- |
| 2016  | 2e tour (1/32)   | F. Delbonis      | —                        | —                        | —               | —             | —       | —       |
| 2017  | 1er tour (1/64)  | Chung Hyeon      | 2e tour (1/32)           | Kyle Edmund              | 1er tour (1/64) | Damir Džumhur | —       | —       |

N.B. : à droite du résultat se trouve le nom de l'ultime adversaire.

### En double
| Année | Open d'Australie                                                                          | Open d'Australie | Internationaux de France | Internationaux de France | Wimbledon | Wimbledon | US Open | US Open |
| ----- | ----------------------------------------------------------------------------------------- | ---------------- | ------------------------ | ------------------------ | --------- | --------- | ------- | ------- |
| 2017  | 1er tour (1/32) Guido Pella \|\| style="text-align:left;" \| Dušan Lajović Viktor Troicki | —                | —                        | —                        | —         | —         | —       |         |

N.B. : le nom du ou de la partenaire se trouve sous le résultat ; le nom des ultimes adversaires se trouve à droite.

## Parcours dans lesMasters 1000
| Année | Indian Wells          | Miami | Monte-Carlo       | Madrid | Rome | Canada | Cincinnati | Shanghai | Paris |
| ----- | --------------------- | ----- | ----------------- | ------ | ---- | ------ | ---------- | -------- | ----- |
| 2016  | 1er tour N. Mahut     | —     | —                 | —      | —    | —      | —          | —        | —     |
| 2017  | 1er tour Jiří Veselý  | —     | 1er tour A. Ramos | —      | —    | —      | —          | —        | —     |
| 2021  | 1er tour R. Carballés | —     | —                 | —      | —    | —      | —          | n.o.     |       |

N.B. : sous le résultat se trouve le nom de l’ultime adversaire.

## Classements ATP en fin de saison
| Année          | 2009 | 2010 | 2011 | 2012 | 2013 | 2014 | 2015 | 2016 | 2017 |
| Rang en simple | 1133 | 620  | 527  | 302  | 182  | 272  | 176  | 83   | 146  |
| Rang en double | 1204 | 569  | 298  | 176  | 188  | 272  | 191  | 482  | 241  |

Source : (en) Classements de Renzo Olivo sur le site officiel de la Fédération internationale de tennis